# George Friend
George Andrew Jordan Friend (Barnstaple, Anglia, 1987. október 17. –) angol labdarúgó, aki jelenleg a Birmingham City játékosa.

## Pályafutása

### Kezdeti évek
Friend az akkor a The Football League osztályain kívül szereplő Exeter City ifiakadémiáján kezdett el futballozni, majd 2006 márciusában megkapta első profi szerződését a klubtól. A balhátvédként, középhátvédként és balszélsőként is bevethető játékos 2006. április 17-én, egy Forest Green Rovers elleni mérkőzésen mutatkozott be az első csapatban.
Pályafutása elején kölcsönben megfordult a Tiverton Townban és a Team Bath-ban is. Az Exeterben a 2007/08-as szezon hozta meg számára az áttörést. Fontos tagja lett annak a csapatnak, mely az idény végén feljutott a The Football League negyedosztályába, a Cambridge Unitedet legyőzve a rájátszás döntőjében. Ugyanezen szezon során ő lett a csapat történetének legfiatalabb csapatkapitánya, és első profi gólját is megszerezte, a Burton Albion ellen, 2008. április 26-án.

### Wolverhampton Wanderers
Miután szerepelt az Exeter első néhány bajnokiján az új szezonban, 2008. szeptember 1-jén 350 ezer fontért leigazolta a másodosztályú Wolverhampton Wanderers. A klub kettő plusz egyéves szerződést kötött vele. Hat alkalommal lépett pályára a 2008/09-es idényben, amikor a Wolverhampton bajnokként jutott fel a Premier League-be.
Annak érdekében, hogy több játéklehetőséget kapjon, csapata 2009 augusztusában egy hónapra kölcsönadta a harmadosztályú Milwallnak. Szeptember 18-án a Southend Unitedhez került kölcsönben, ahol megszerezte első gólját a The Football League-ben, a Southampton ellen. Bár a klub szerette volna meghosszabbítani kölcsönszerződését, anyagi problémái miatt erre nem volt lehetősége, ezért Friend hat hétre a másodosztályú Scunthorpe Unitedhez igazolt kölcsönben.
Friendet visszahívta a sérülések által sújtott Wolverhampton Wanderers. 2009. december 15-én lejátszhatta első Premier League-meccsét, a Manchester United ellen. Többek között az ő szerepeltetése is hozzájárult ahhoz, hogy a klubot megbírságolták 25 ezer fontra, amiért a lehetőségeihez mérten túlságosan gyenge csapatot küldött pályára. Ez volt Friend utolsó mérkőzése a csapat színeiben, a szezon végéig kölcsönadták korábbi klubjának, az Exeter Citynek.

### Doncaster Rovers
A 2009/10-es szezon végén a Wolverhampton Wanderers nem hosszabbította meg Friend szerződését, aki így ingyen távozhatott. Bár nevelőegyesülete, az Exeter City is érdeklődött iránta, végül a másodosztályú Doncaster Roversszel írt alá két évre szóló szerződést. 2010. augusztus 7-én, a Preston North End ellen mutatkozott be új csapatában. Szeptember 11-én, a Watford ellen megszerezte első gólját. 2011. október 18-án, egy Scunthorpe United elleni találkozón megsérült, ami miatt meg kellett operálni és három hónapig nem játszhatott.

### Middlesbrough
Friend iránt az Ipswich Town és a Nottingham Forest is érdeklődött, de 2012. július 23-án olyan hírek jelentek meg, melyek szerint a Doncaster Rovers megegyezett a Middlesbrough-val a játékos átigazolásáról. Az üzlet július 30-án jött létre, egyes források szerint a csapat 500 ezer fontot fizetett érte. Sikeres első szezonja után a 2013/14-es idény előtt megkapta a 3-as számú mezt, melyet korábban André Bikey viselt. 2013. augusztus 25-én megszerezte első gólját a csapatban, a Wigan Athletic ellen. Ez volt az első találata 2010 óta. Szeptember 17-én, egy távoli lövésből a Nottingham Forest kapujába is betalált. 2015. április 11-én, a Rotherham United ellen csapatkapitányként lépett pályára.

### Birmingham City
2020. augusztus 15-én ingyen igazolt két évre a Birmingham City csapatához.

## Külső hivatkozások
- George Friend pályafutásának statisztikái a Soccerbase oldalon (angolul)